# Grossguschelmuth
Grossguschelmuth (toponimo tedesco) è una frazione del comune svizzero di Gurmels, nel Canton Friburgo (distretto di Lac).

## Storia
Già comune autonomo, nel 1978 è stato accorpato all'altro comune soppresso di Kleinguschelmuth per formare il nuovo comune di Guschelmuth, il quale a sua volta nel 2003 è stato accorpato a Gurmels assieme agli altri comuni soppressi di Liebistorf e Wallenbuch.

## Monumenti e luoghi d'interesse
- Cappella cattolica di San Giovanni Battista, eretta nel 1801[1].

## Amministrazione
Ogni famiglia originaria del luogo fa parte del comune patriziale che ha la responsabilità della manutenzione di ogni bene comune.